# Lokalisationsschärfe
Die Lokalisationsschärfe gehört zu den psycho-akustischen Bestimmungen (Messungen). Sie ist die kleinste Änderung eines oder mehrerer Merkmale eines Schallereignisses, die gerade zu einer wahrgenommenen Ortsänderung des Hörereignisses führt. Das kann beim Hören von natürlichen Schallquellen oder bei der Wiedergabe von Lautsprecherstereofonie sein.
Die Lokalisationsschärfe kennzeichnet die Tatsache, dass der Hörraum weniger differenziert ist als der Schallquellenraum. Die räumliche Auflösung des Gehörs ist geringer als die mit physikalischen Messtechniken erzielbare Auflösung. Als Lokalisationsschärfe bezeichnen wir – wie in der Psychoakustik üblich – diejenige Ortsänderung der Schallquelle, bei der gerade 50 % der Versuchspersonen eine Änderung des Hörereignisortes bemerken. Als Schwellendefinition kann man angeben 100 % = scharf: schmal, präzise, genau, gut fokussiert und 0 % = unscharf: breiter, unklar, räumlicher, schlecht fokussiert.
Das Wort Lokalisationsunschärfe sollte wegen Unklarheit vermieden werden.
Die Lokalisationsschärfe liegt bei rund 1°. Sie hängt ab von
- der Signaldauer
- dem Ort der Schallquelle
- dem Schalldruckpegel
- dem übertragenen Frequenzbereich.

Die „Abbildungsschärfe“ ist die der Abbildung zwischen den Lautsprechern zugeordnete Lokalisationsschärfe. Das Optimum an Abbildungsschärfe stellt ein einziger Lautsprecher dar.
Auch wenn es erstrebenswert erscheint, bei der Stereoaufnahme Phantomschallquellen immer mit der besten Lokalisationsschärfe zu erzeugen, so sprechen doch künstlerische Erwägungen bisweilen dagegen. 